# La lepre domestica
La lepre domestica (Elmer's pet rabbit) è un film del 1941 diretto da Chuck Jones. È un cortometraggio d'animazione della serie Merrie Melodies, prodotto dalla Leon Schlesinger Productions e uscito negli Stati Uniti il 4 gennaio 1941, distribuito dalla Warner Bros. Ne La lepre domestica Bugs Bunny viene per la prima volta chiamato per nome su un cartello ed è anche il primo cortometraggio del coniglio diretto da Chuck Jones.

## Trama
Un elegante Taddeo mentre passeggia si ferma in un negozio di animali ad acquistare Bugs Bunny (per 98 ¢). Una volta a casa, Taddeo costruisce un recinto per Bugs, in cui entra malvolentieri, e poi gli serve la cena (una ciotola di verdure) che il coniglio mangia sprezzante. La sera Bugs entra nella casa del padrone, dove accende la radio per ballare con lui, viene però buttato fuori. Quando è arrivata l'ora di dormire, Bugs si intrufola nuovamente in casa occupando il bagno e il letto di Taddeo. A questo punto l'irritazione di Taddeo raggiunge il culmine e si vedono nel buio numerose saette, segno di inseguimento, che termina mandando il coniglio fuori di casa. Tuttavia, il cortometraggio si conclude con Bugs che riesce a rientrare e a recuperare il letto di Taddeo.

## Produzione
Il personaggio di Bugs Bunny si presenta diverso rispetto agli altri episodi, con una personalità arrogante piuttosto che comica e amante del divertimento. In questo episodio si distingue anche l'aspetto di Bugs, perché l'unica volta con dei guanti gialli invece dei soliti bianchi, senza incisivi visibili e si rifiuta di mangiare carote (seppur le mangi mentre si lamenta).
La musica del cartone include una variante di "While Strolling Through the Park One Day" cantata all'inizio da Taddeo e un po' deformata dall'r moscia del personaggio.
Il lamento di Bugs che urla nel letto: "Spegni quella luce!", fu riutilizzato nel corto successivo (Il coniglio che venne per cena) ed era un riferimento alle precauzioni per le incursioni aeree della seconda guerra mondiale.
Nel cortometraggio vengono citati anche diversi personaggi cinematografici. Sul cartello del negozio di animali c'era scritto Rabbit Taylor, chiaro riferimento a Robert Taylor. In bagno Bugs cita la frase "Of course, you know this means war!" ("Di certo sai che questo significa guerra!"), di Groucho Marx. Quando Taddeo prende il giornale si chiede cosa abbia fatto Dick Tracy, un personaggio dei fumetti statunitense.